# Нонтрон
Нонтрон (фр. Nontron) — коммуна на юго-западе Франции в департаменте Дордонь административного региона Аквитания. Город является одной из трёх супрефектур департамента и центром одноимённого округа.

## География
Являясь супрефектурой самого северного округа департамента Дордонь, Нонтрон расположен в центре исторического края Зелёный Перигор.
Этот район, с его разнообразными ландшафтами и нетронутой природой, находится в глубине регионального природного заповедника Перигор—Лимузен, практически на равном удалении от Перигё, Лиможа и Ангулема. На протяжении длительного времени эта территория была сильно изолирована, не имея существенных транспортных магистралей, что значительно затормозило экономическое развитие данного района.
По территории коммуны протекает небольшая речка Бандьа, берущая своё начало в горах Центрального массива, и впадающая в Шаранту.

## История
Предположительно, поселение на этом месте существовало уже в 1100 году до нашей эры и неоднократно опустошалось набегами захватчиков — сарацинами в VII веке, норманнами в IX веке.
В VIII веке галло-римский каструм, находившийся на этом месте, графы Лиможа передали аббатству в Шарру. Затем, на протяжении веков город много раз менял свой статус и принадлежность и, наконец, после Французской революции стал супрефектурой департамента Дордонь.
Железнодорожный вокзал в Нонтроне обслуживал пассажирские перевозки с 1891 по 1946 год; грузовые перевозки продолжались вплоть до 1970 года.
На месте старой городской тюрьмы, в период с 1940 по 1946 год, была открыта тюрьма для военнослужащих. Здесь содержались преимущественно политические обвиняемые и заключённые, в том числе коммунисты и троцкисты, к примеру Мишель Блош, брат Франца Блош-Серацена, казнённого нацистами в Гамбурге. В период вишистского режима несколько борцов Сопротивления также содержались в этой тюрьме.

## Экономика
Начиная с галло-римской эпохи и вплоть до середины XIX века в районе Нонтрона была развита добыча железной руды, и поэтому имелось множество кузниц и доменных печей.
В XX веке в Нонтроне было много обувных производств, но в настоящее время осталось работать несколько небольших предприятий.
В наши дни в Нонтроне функционируют предприятия различных отраслей экономики, в том числе производство товаров сегмента роскоши (300 человек трудятся на предприятии, принадлежащем модному дому Hermès), индивидуальные предприниматели и предприятия продовольственного сектора. Большинство торговых предприятий расположено в центре города на площади Place Alfred Agard (площадь у ратуши). В окраинных районах начинают открываться супермаркеты.

### Производство ножевых изделий
Нонтрон имеет широкую известность благодаря своим ножевым фабрикам. Эта деятельность существовала в этом районе, предположительно, с эпохи средневековья, однако документально подтверждён только 1653 год. Ежегодно в августе в городе устраивается праздник «Fête du Couteau» (праздник ножей). В 2013 году этот праздник прошёл в 18 раз и свою продукцию представили свыше ста участников выставки.
Самым известным ножом Нонтрона является кустарный складной карманный нож (n° 25). Его рукоятка выполнена из самшита, украшенного пирографией, с латунным кольцом. Во Франции он считается самым первым складным ножом.

## Достопримечательности
- Шато Нонтрон, (XVIII—XIX век), в 1984 году внесено в дополнительный список исторических памятников[4]
- Экспериментальный центр художественных ремёсел, объединяющий мастеров и художников всего региона Нонтрона. Работы ремесленников представлены в выставочном зале, устроенном в шато.
- Сад искусств.

- Шато Нонтрон
- Сад искусств рядом с шато
- Площадь у ратуши в 1925 году

## Общественные мероприятия
- Праздник кузнечных мехов — карнавальное шествие проходит по городским улицам в апреле, начиная с 1979 года, привлекая множество зрителей.
- Праздник ножей устраивается ежегодно в первые выходные августа. Во Франции это третье по размаху мероприятие, посвященное ножевому производству, после Парижского салона и салона в Тьере.
- Праздник лошади, устраиваемый ежегодно в конце августа.

## Известные личности
В Нонтроне родился Антонен Дебидур (1847—1917), агреже по истории и географии, окончивший École Normale Supérieure, профессор факультета словесности Университета Франции и главный инспектор народного образования Франции.